# Uru Urumeer
Het Uru Urumeer is een zoutmeer in Bolivia dat zich ongeveer 130 kilometer ten zuiden van Oruro bevindt. Het ligt op 3686 meter hoogte en heeft een oppervlakte van 260 vierkante kilometer. Sinds een lang aanhoudende periode van droogte in 2016 staat het waterniveau nog maar op 25 procent. Hierdoor zijn de eerder aanwezige diersoorten verdwenen rond het meer en is het veranderd in een vuilnisbelt van plastic. Tevens is het water ernstig vervuild door zware metalen uit de nabijgelegen mijnindustrie.